# Ficus lateriflora
Espèce
Classification phylogénétique
Statut de conservation UICN

 CR C2a, D : 
En danger critique
Ficus lateriflora est une espèce de plante de la famille des Moracées. Elle est endémique de l'archipel des Mascareignes, dans le sud-ouest de l'océan Indien.